# Interpolación (filología)
Interpolación es el agregado de textos (frases, versos, palabras ilegibles o faltantes) introducidas en una obra en donde originalmente no existían, o donde no se tenía certeza de que el autor realmente las hubiera usado.
En filología, la interpolación es el proceso mediante el cual se introducen palabras o frases no originales, entre los contenidos de ciertos documentos, sin ninguna señal o signo de referencia que sirva para distinguirlos; con el resultado de alterar el sentido y la forma original. Esto también puede ocurrir en el tratamiento de documentos incompletos o previamente alterados.
Las interpolaciones suelen realizarse en la literatura, y en especial, en manuscritos antiguos. Son entradas o pasajes de un texto que no ha sido escrito por el autor original. Como a menudo hay varias generaciones de copias entre una copia existente de un texto antiguo y el original, cada una escrita a mano por diferentes escribas, hay una tendencia natural de que el material extraño sea insertado en dichos documentos, a través del tiempo.
Las interpolaciones originalmente se pueden insertar como una nota explicativa auténtica (por ejemplo, [sic]), pero también pueden ser incluidas con fines fraudulentos, por ejemplo, los pasajes y obras atribuidas al Pseudo-Isidoro, son falsificados. Del mismo modo, las cartas de Ignacio de Antioquía fueron interpoladas, tres siglos después que los originales fueron escritos. Los textos legales también están sujetos a falsificaciones de este tipo. En el siglo XIII, un romance medieval, la prosa Tristán, es insertada en otra prosa romántica, la Vulgata Queste del Saint Graal, con el fin de reinterpretar la llamada búsqueda del Santo Grial, a través de la óptica de la historia de Tristán.
Sin embargo, la mayoría de las interpolaciones resultan de los errores e inexactitudes que tienden a surgir durante un copiado, especialmente repetido durante largos períodos de tiempo. Por ejemplo, si un escriba comete un error al copiar un texto y omite algunas líneas, habría tendido a incluir el material omitido en el margen. Sin embargo, también las notas al margen, las hacen los lectores y están presentes en casi todos los manuscritos. Por lo tanto, un escriba diferente tratará de producir una copia del manuscrito muchos años más tarde, y podría resultar muy difícil determinar si una nota al margen fue una omisión realizada por el escribano anterior (que se debe incluir en el texto), o simplemente una nota hecha por un lector (que debe ser ignorado o se mantiene en el margen).
Entonces, los escribas tienden a copiar todo lo que apareció en un manuscrito, pero en todos los casos los escribas tenían que ejercer un juicio personal, y las notas explicativas tenderían a encontrar la redacción original en el cuerpo de un texto como un resultado natural de este proceso subjetivo, pero no todos hacen notas explicativas.
Los eruditos modernos han desarrollado técnicas para el reconocimiento de la interpolación, que a menudo son evidentes para los observadores modernos, pero que habrían sido menos evidentes para los copistas medievales.
La llamada coma joánica es el ejemplo clásico de interpolación filológica.
Otro ejemplo clásico citado como interpolación filológica es la perícopa bíblica sobre Jesús y la mujer sorprendida en adulterio, también denominada pericope adulterae o perícopa de la adúltera, y como tal, no aparece en el Papiro 66, datado en cerca del 200 después de Cristo, tampoco aparece en otros documentos anteriores a esta época.
- Datos: Q1668124